# لوغان جوميز
لوغان جوميز (بالإنجليزية: Logan Gomez)‏ هو مهندس أمريكي، ولد في 16 ديسمبر 1988 في إنديانا في الولايات المتحدة.